# Тригонохламидиды
Тригонохламидиды (лат. Trigonochlamydidae) — семейство наземных лёгочных стебельчатоглазых моллюсков.

## Описание
Тело обычно удлинённо-цилиндрическое. При сокращении и при обработке фиксирующими материалами форма тела может значительно меняется. После сокращения тела на спине образуется киль видоспецифического облика. Молодые особи светлоокрашены. В возрастом окраска тела становится более тёмной. Головной конец тела суженый. Ширина подошвы меньше длины тела. Мантия имеет борозду подкововидной формы. Раковина внутренняя и большинстве случаев не заметна снаружи. Диагностическими признаками являются размер и положение мантии и органов, находящихся в мантийной полости, а также строением глотки. 

## Образ жизни
Обитают в почве и на её поверхности. Питаются почвенными червями. Живут несколько лет. В течение жизни размножаются неоднократно.

## Классификация
К семейству относят 8 или 9 родов и 10 или 11 видов. Род Parmacellilla рассматривается или в составе этого семейства, или выделяется в самостоятельное монотипическое семейство. 
- Подсемейство Trigonochlamydinae Hesse, 1882 
  - Boreolestes Schileyko & Kijashko, 1999
    - Boreolestes likharevi Schileyko & Kijashko, 1999
    - Boreolestes sylvestris Kijashko in Schileyko & Kijashko, 1999

  - Drilolestes Lindholm, 1925
    - Drilolestes retowskii (O. Boettger, 1884)

  - Hyrcanolestes Simroth, 1901
    - Hyrcanolestes velitaris (Martens, 1880)

  - Khostalestes Suvorov, 2003
    - Khostalestes kochetkovi Suvorov, 2003

  - Lesticulus Schileyko, 1988
    - Lesticulus nocturnes Schileyko, 1988

  - Trigonochlamys O. Boettger, 1881
    - Trigonochlamys imitatrix O. Boettger, 1881

  - Troglolestes Ljovushkin & Matiokin, 1965
    - Troglolestes sokolovi Liovushkin & Matiokin, 1965

  - Selenochlamys O. Boettger, 1883
    - Selenochlamys pallida Boettger, 1883
    - Selenochlamys ysbryda Rowson & Symondson, 2008
- Подсемейство Parmacellillinae Hesse, 1926
  - Parmacellilla Simroth, 1910
    - Parmacellilla filipowitschi Simroth, 1910

## Распространение
Представители семейства встречаются на Кавказе, горах Малой Азии и Иране (Эльбрус).